# Solidus
För solidus inom typografin, se solidus (typografiskt tecken).

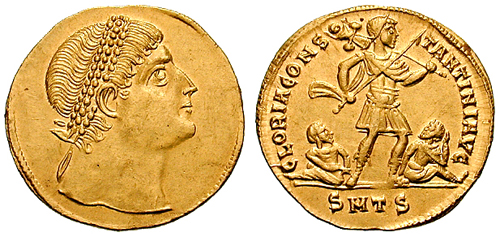
Solidus från 327 med bild av Konstantin den store.

En solidus (bokstavlig betydelse hel) var ett guldmynt i det romerska riket som infördes av Konstantin den store ca år 312. Värdet motsvarade 6 000 silverdinarer. En solidus vägde 1/72 av en libra dvs. omkring 4,55 gram, vilket medförde att den ibland betecknades med valören LXXII. Vikten motsvarade 24 siliqua, vilket kan ha gett indelningen av guld i 24 karat. Myntet kallades ibland även aureus efter en föregångare. Se även den romerske krigsmannens sold.

## Fyndplatser i Sverige
- Kvissle-Nolby-Prästbolet i Medelpad. Romerskt solidus präglat för Valens, kejsare av Östrom 364–378 e.Kr.
- Ottarshögen i Vendel. Mynt präglade för Basiliskos, kejsare av Östrom år 475-år 476
- Sandby borg, Öland

## Medeltid, nutid
I det medeltida Europa levde solidus (plural solidi) kvar som en myntenhet motsvarande 12 dinarer (silverpenningar). I Frankrike förkortades myntnamnet från solidi till sol och sou. Det lever kvar i uttryck som sans le sou, utan ett öre, pank. Slanguttrycket för en kanadensisk cent är också sou. Italienska soldo, plural soldi och spanska sueldo, som också används i betydelsen månadslön, härrör från solidus. Den peruanska valutan sol (sol de oro, guld-solidus, sedan 1991 nuevo sol, nya sol) bär detta namn sedan 1863. Detta sammanfaller dock med namnet på solen och representerar även inkafolkets solgud Inti (quechua för sol) som var namnet på valutan 1985–1991.
Av det italienska ordet soldato (bokstavlig betydelse: belönad) kommer det engelska ordet soldier och det svenska soldat, samt sold som soldatens lön i äldre svenska.